# Редіу-Алдей
Редіу-Алдей (рум. Rediu Aldei) — село у повіті Ясси в Румунії. Входить до складу комуни Ароняну.
Село розташоване на відстані 332 км на північ від Бухареста, 8 км на північний схід від Ясс.

## Населення
За даними перепису населення 2002 року у селі проживали 418 осіб, усі — румуни. Усі жителі села рідною мовою назвали румунську.

## Відомі люди
У селі загинув та похований Герой Радянського Союзу Ахтямов Хасан Багдеєвич.